# مركز دادو للدراسات العسكرية متعددة الاختصاصات

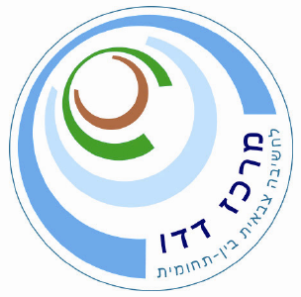
شعار المركز

مركز دادو للدراسات العسكرية متعددة الاختصاصات في مديرية العمليات في هيئة الأركان العامة لالجيش الإسرائيلي هو هيئة تهدف إلى تعزيز التفكير العملياتي وعمليات التعلم في الجيش الإسرائيلي. على رأس المركز يقف ضابط برتبة عميد. تم تكليف المركز (الذي سمي على اسم رئيس الأركان الراحل ديفيد «دادو» إلعازار) بتطوير نهج التعلم للحملة العسكرية على أساس النهج التشغيلي الواسع واستيعابه في الجيش الإسرائيلي، وبمساعدة هيئة الأركان العامة والأعلى أوامر الجيش الإسرائيلي (الأوامر الإقليمية، القوات البرية، إلخ) في تنفيذها. في القيام بذلك، يتعامل مركز دادو مع تطوير أساسيات التعلم التشغيلي في الجيش الإسرائيلي، ومساعدة الأوامر في عمليات التعلم والتفكير، وإعداد الضباط في المناصب ذات الصلة في هذه المجالات.

## التاريخ
إن مركز دادو متجذر في أنشطة - معهد بحوث النظرية التشغيلية («مالتام» - في اختصاره العبري). يعمل مالتام، الذي أسسه العميد (المقيم) الدكتور شمعون نافه، العميد (الدقة) دوف (دوفيك) تاماري، والدكتور زقي لانير، في الجيش الإسرائيلي من 1990s حتى منتصف 2000s. يمكن العثور على النهج الذي تقدمت به، من بين أماكن أخرى، في كتاب الدكتور نافيه، «الفن التشغيلي: ظهور التفوق العسكري»، الذي نشر في عام 2001.
في بداية عام 2007، أعيد تنظيم المعهد تحت قيادة العميد الفعلي، إيتاي برون،  وتم تغيير اسمه إلى «مركز دادو للدراسات العسكرية متعددة التخصصات»، بعد رئيس الأركان السابق اللفتنانت جنرال. ديفيد الازار. تم تعيين باحثين جدد كموظفين مدنيين. كان برون يدير المركز حتى عام 2011، عندما حل محله العميد. يورام هامو، الذي خدم حتى عام 2014. ومنذ ذلك الحين، العميد. (الدقة) د. مئير فينكل ترأس مركز دادو.

## مجالات النشاط
يعمل مركز دادو في ثلاثة مجالات أساسية:
- مركز لعمليات التعلم يرافق عمليات التفكير المركزية لالجيش الإسرائيلي. في هذا الدور، يساعد في المنهجية والهيئات العليا للمحتوى في هيئة الأركان العامة ورؤساء القيادات الإقليمية وقادة الهيئات العليا الأخرى في الجيش الإسرائيلي أثناء قيامهم بعمليات التحليل النقدي وتطوير عمليات جديدة.
- مدرسة لتطوير القيادة العسكرية العليا في الفكر التشغيلي . في هذا الدور، يعد المركز كبار الضباط لشغل وظائف في هيئة الأركان العامة لالجيش الإسرائيلي، ويدير ندوات موجهة إلى مجموعات من الضباط حول عمليات التعلم والفكر التشغيلي، من أجل تطوير مفاهيم تنظيمية وتشغيلية جديدة.
- معهد أبحاث يستخدم كلاً من الباحثين المدنيين والعسكريين لاستخراج البيانات ودراسة مختلف الموضوعات المرتبطة بأنشطة المركز.

كجزء من أنشطته، يدير المركز أيضًا مناورات لكبار القادة، وندوات تعليمية مشتركة مع الجيوش الأجنبية، وندوات مشتركة طوال اليوم بين الجيش الإسرائيلي والهيئات الأكاديمية.

## المنشورات
كجزء من دوره في تطوير أساليب التعلم لأعلى الرتب في الجيش الإسرائيلي، يقوم المركز بتطوير ونشر سلسلة من الأدلة المهنية الداخلية.
منذ فبراير 2014، ينشر المركز مجلة باسم («بين الأعمدة»)، والتي يتم تحريرها بواسطة كول إيران اورتال. تسعى المجلة إلى تطوير عمليات المعرفة في الجيش الإسرائيلي حول الظواهر الجديدة والنامية التي تؤثر على الجيش الإسرائيلي. كل إصدار من («بين الأعمدة») مخصص لموضوع مختلف.
يتم نشر المجلة على الإنترنت في موقع معرشوت للنشر، ويتم توزيعها على كبار قادة الجيش الإسرائيلي والمسؤولين الحكوميين ومعاهد البحوث والمنظمات المدنية ذات الصلة والكليات والجامعات.

## روابط خارجية
- Itai Brun (أغسطس 2010). "'While You're Busy Making Other Plans' – The 'Other RMA'". Journal of Strategic Studies. ج. 33 ع. 4: 535–565. DOI:10.1080/01402390.2010.489708.